# روبرت نازاریان
روبرت نیکلایی نازاریان (ارمنی: Ռոբերտ Նիկոլայի Նազարյան؛ زادهٔ ۲۶ ژوئن ۱۹۵۶) سیاست‌مدار اهل ارمنستان که از ۲۰۰۱ تا اکتبر ۲۰۰۳ سمت شهردار ایروان را بر عهده داشت. وی از فوریه تا مه ۲۰۰۰ در کابینه روبرت کوچاریان به عنوان وزیر ترابری و ارتباطات خدمت نمود.

## زندگی‌نامه
وی همچنین برندهٔ جوایزی همچون نشان درجه یک و درجه دو صلیب رزمی، نشان آنانیا شیراکاتسی و جایزه دولتی اتحاد شوروی شده‌است.